# Каменный Остров (гора)
Ка́менный О́стров — гора на Среднем Урале, в Невьянском районе Свердловской области России, рядом с посёлком городского типа Верх-Нейвинским. Высота — 292 метра над уровнем моря.

## География
Гора Каменный Остров расположена юго-восточнее посёлка Верх-Нейвинского, в южной части одноимённого городского округа, на северо-восточном берегу Верх-Нейвинского пруда. Гора находится в междуречье Первой и Второй рек, которые впадают в Верх-Нейвинский пруд. Гору с трёх сторон окружают болота, в том числе в поймах рек, поэтому гора действительно напоминает остров.
Гора покрыта преимущественно хвойным лесом. Высота составляет 292 метра над уровнем моря. Посетить Каменный Остров можно пешком, пройдя по тропе со стороны Верх-Нейвинского лесничества через брод.
На Верх-Нейвинском пруду, в 1 километре к юго-западу от горы, есть архипелаг из трёх островов с таким же названием — Каменный остров.
Гора Каменный Остров не является единственной горой-«островом» в данной местности. На севере городского округа, в 6 километрах от Каменного Острова, есть гора Попов Остров, возвышающаяся посреди Светлого болота.

## Природоохрана
Гора Каменный Остров расположена на территории ландшафтного заказника «Озеро Таватуй и Верх-Нейвинское водохранилище с окружающими лесами».